# (33177) 1998 FR14
1998 أف أر 14 (ويعرف أيضًا باسم (33177) 1998 أف أر 14 وفق تسمية الكوكب الصغير) (بالإنجليزية: 1998 FR14)‏ هو كويكب ضمن حزام الكويكبات؛ وترتيبه 33177 من حيث الاكتشاف.
اكتُشف هذا الجُرم الفلكي بواسطة OCA–DLR Asteroid Survey ‏ في 26 مارس 1998.

## وصلات خارجية
- (33177) 1998 FR14 في قاعدة بيانات مختبر الدفع النفاث لأجرام النظام الشمسي الصغيرة

- الاكتشاف · مخطط المدار ·  العناصر المدارية · المعلمات المادية

- (33177) 1998 FR14 على موقع ويكي سكاي: DSS2, SDSS, GALEX, IRAS, Hydrogen α, X-Ray, Astrophoto, Sky Map, Articles and images